# Yannick Noah
Yannick Noah (* 18. května 1960) je bývalý profesionální francouzský tenista.
Nejlepšího umístění na žebříčku ATP dosáhl v roce 1986 - 3. místo. Za jeho největší úspěch je považováno vítězství ve dvouhře (1983) a ve čtyřhře (1984) na grandslamovém turnaji French Open.
Noah vyhrál za svou kariéru 23 turnajů ATP ve dvouhře:
- 1978 – Manila, Kalkata
- 1979 – Nancy, Madrid, Bordeaux
- 1981 – Richmond, Nice
- 1982 – La Quinta, South Orange, Basilej, Toulouse
- 1983 – Hamburg, Madrid, French Open
- 1985 – Řím, Washington, Toulouse
- 1986 – Forest Hills, Wembley
- 1987 – Lyon, Basilej
- 1988 – Milán
- 1990 – Sydney Outdoor

V Davisově poháru odehrál jedenáct sezón s celkovým výsledkem výhry – prohry 39–22 (26–15 ve dvouhře a 13–7 ve čtyřhře). V 1982 se s francouzským týmem probojoval do finále, kde byli poraženi Spojenými státy 4–1.
O devět let později Noah přivedl jako nehrající kapitán tým k prvnímu vítězství, když ve finále Francie porazila favorizované USA 3–1. Vítězství zopakoval v roce 1996, když Francie porazila v Malmö Švédsko 3–2.
V roce 1997 byl kapitánem Fed Cupového týmu, který získal první vítězství pro Francii v historii soutěže.
Noah byl v roce 2005 uveden do Tenisové síně slávy a zůstává nejvýše postaveným francouzským tenistou od zavedení žebříčku v roce 1973.